# ليونارد بيتيناري
ليونارد بيتيناري (بالإيطالية: Leonardo Pettinari)‏ (23 يوليو 1986 ببراتو في إيطاليا - ) هو لاعب كرة قدم إيطالي في مركز الوسط. لعب مع أتالانتا وفيورنتينا ونادي رافينا ونادي ريجينا ونادي سيتاديلا ونادي فاريسي وASD Sangiovannese 1927 ‏.

## روابط خارجية
- ليونارد بيتيناري على موقع قاعدة بيانات كرة القدم.إي يو (الإنجليزية)
- ليونارد بيتيناري على موقع Soccerway.com (الإنجليزية)